# Trouville-la-Haule
Trouville-la-Haule ist eine Gemeinde mit 754 Einwohnern (Stand 1. Januar 2022) in Frankreich im Mündungsgebiet der Seine in der Region Normandie.

## Geografie
Der Ortskern von Trouville-la-Haule liegt auf dem höher gelegenen Plateau ca. 1 km südlich der Seine. Wenige Kilometer, nachdem die Seine den Ort passiert hat, öffnet sie sich zum weiten Mündungstrichter. Die Entfernung von Trouville-la-Haule nach Le Havre beträgt 40,5 Straßenkilometer, die Entfernung nach Rouen 51,5 Straßenkilometer.

## Geschichte
Der alte Name Turufvilla, der vom normannischen Vornamen Turold abgeleitet ist, deutet auf eine normannische Siedlung hin. 1026 schenkte Herzog Richard II. den Ort der Abtei Jumièges. Die Mönche machten aus dem verkehrsgünstig am Fluss gelegenen Ort eine Baronie und ein lokales Verwaltungszentrum.
| Einwohner                                                  | 553 | 571 | 601 | 623 | 676 | 646 | 714 |
| Ab 1962 offizielle Zahlen ohne Einwohner mit Zweitwohnsitz |     |     |     |     |     |     |     |

## Kultur und Sehenswürdigkeiten
Trouville-la-Haule ist mit einer Blume im Conseil national des villes et villages fleuris (Nationalrat der beblümten Städte und Dörfer) vertreten. Die „Blumen“ werden im Zuge eines regionalen Wettbewerbs verliehen, wobei maximal drei Blumen erreicht werden können.
Die Kirche Notre-Dame wurde im 11. Jahrhundert erbaut. Der Glockenturm wurde 1448 errichtet, das südliche Seitenschiff im 16. Jahrhundert. 1902 wurden umfassende Restaurierungsarbeiten durchgeführt, wobei der Glockenturm erneuert wurde. Eine Statue des Heiligen Eligius in der Kirche wurde besonders verehrt. Die Gläubigen beteten dort für die Heilung ihres kranken Viehs. An den Mauern der Kirche finden sich zahlreiche Gravuren, die Boote darstellen; ein Hinweis auf die Bedeutung des Flusses und der Schifffahrt für den Ort.
Ein Bauernhof wurde etwa im 13. Jahrhundert erbaut. Das erhaltene Wohngebäude stammt aus dem 18. Jahrhundert. Der Hof befindet sich heute im Privatbesitz. Er war wahrscheinlich im Besitz der Abtei.

## Wirtschaft
Auf dem Gemeindegebiet gelten kontrollierte Herkunftsbezeichnungen (AOC) für Pont-l’Évêque, Calvados (Calvados Pays d’Auge) und Pommeau (Pommeau de Normandie) sowie geschützte geographische Angaben (IGP) für Schweinefleisch (Porc de Normandie), Geflügel (Volailles de Normandie) und Cidre (Cidre de Normandie und Cidre normand).